# Melitaea inframedioconfluens
Melitaea inframedioconfluens är en fjärilsart som beskrevs av Ruggero Verity 1950. Melitaea inframedioconfluens ingår i släktet Melitaea och familjen praktfjärilar. Inga underarter finns listade i Catalogue of Life.